# Calyptothecium bescherellei
Calyptothecium bescherellei là một loài Rêu trong họ Pterobryaceae. Loài này được (Renauld) Broth. miêu tả khoa học đầu tiên năm 1906.